# Lily Zellweger-Steiger

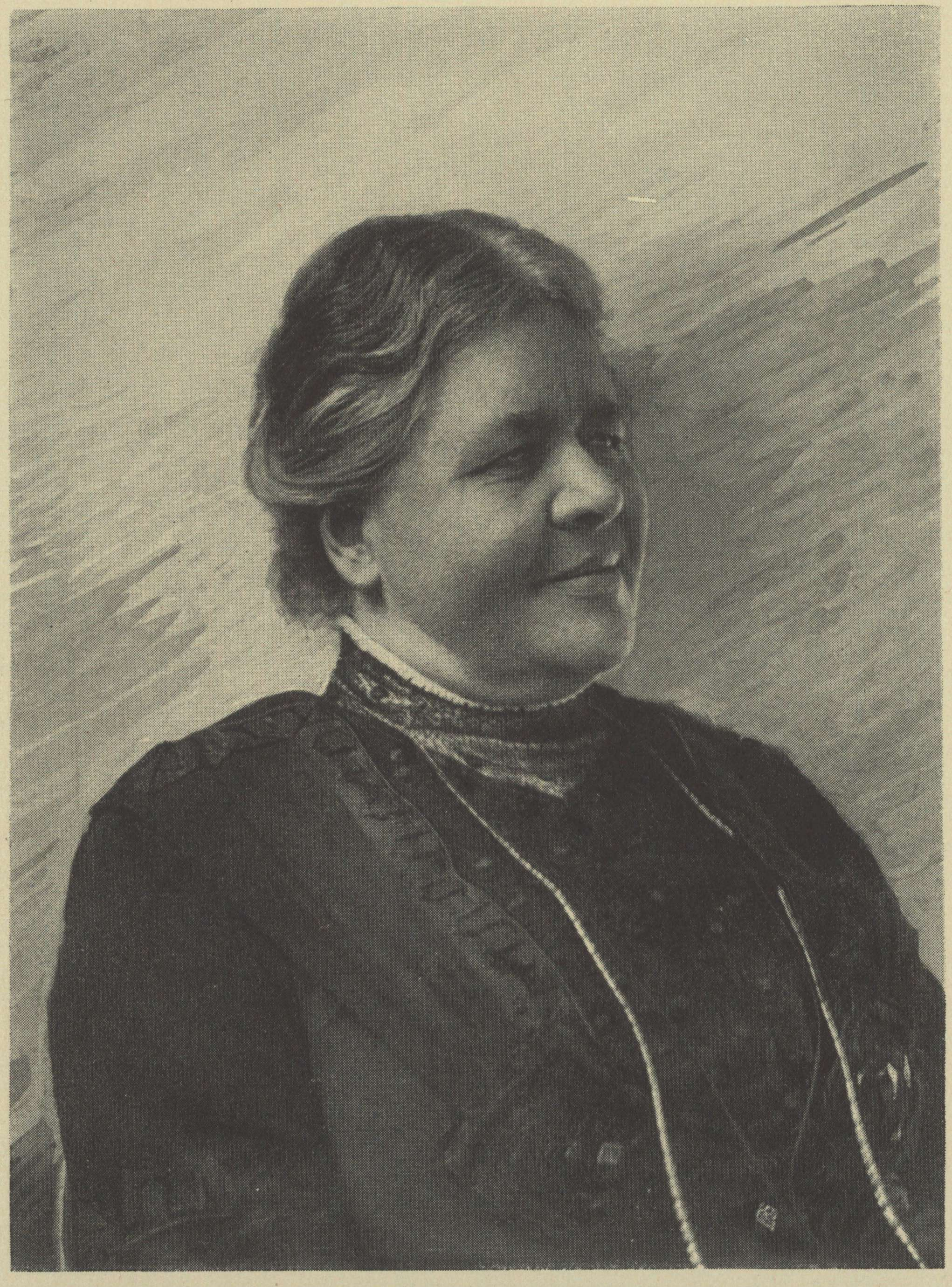
Lily Zellweger-Steiger (zwischen 1900 und 1914)

Lily Zellweger-Steiger (* 14. April 1862 in Herisau; † 13. Juli 1914 in Basel; heimatberechtigt in Trogen) war eine Schweizer Pfarrfrau aus dem Kanton Appenzell Ausserrhoden.

## Leben
Lily Zellweger-Steiger war eine Tochter von Jakob Steiger sowie Schwester von Jakob Steiger und Ernst Steiger. Im Jahr 1883 heiratete sie Otto Zellweger. Das Ehepaar hatte neun Kinder.  Eine ihrer Töchter war die Frauenrechtlerin und kirchliche Aktivistin Elisabeth Zellweger. Die Tochter Maria Anna Zellweger (1891–1978) heiratete 1915 Karl Sartorius. Der jüngste Sohn war der spätere Buchdrucker, Kaufmann, Verleger und Direktor der Basler Druck- und Verlagsanstalt Johann Ulrich Zellweger-Kern (1900–1933). 
Die in einer religiös und sozial engagierten Familie aufgewachsene Zellweger machte ein Welschlandjahr, bevor sie in Deutschland ein Pflegepraktikum absolvierte. Als Pfarrfrau betätigte sie sich karitativ und förderte den Handarbeitsunterricht für Mädchen. In Bad Boll, Württemberg, begegnete sie dem Theologen Christoph Blumhardt, der sie prägte. Ab 1884 arbeitete sie für das von ihrem Ehemann redigierte Appenzeller Sonntagsblatt. 1895 zog das Ehepaar nach Basel, wo sich Zellweger der Sittlichkeitsbewegung anschloss. Von 1901 bis 1914 präsidierte sie den Basler Verein zur Hebung der Sittlichkeit und initiierte «Rettungsanstalten» für ledige Mütter sowie Sozialwerke für Frauen. Sie war 1901 Mitgründerin und bis 1910 erste Präsidentin des Verbands der deutschschweizerischen Vereine zur Hebung der Sittlichkeit.